# Eliphalet Frazer Andrews

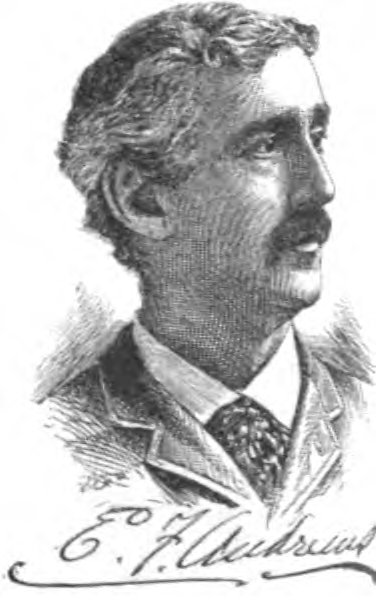
Eliphalet Frazer Andrews, Illustration in einem zeitgenössischen Lexikon, um 1900

Eliphalet Frazer Andrews (* 11. Juni 1835 in Steubenville, Ohio; † 15. März 1915 in Washington, D.C.) war ein US-amerikanischer Porträt-, Genre-, Interieur- und Landschaftsmaler sowie Kopist und Kunstlehrer.

## Leben
Andrews, Sohn des Arztes Alexander Hull und dessen Ehefrau Eliza Ann, geborene Frazer, erhielt Zeichenunterricht am Marietta College in Marietta, Ohio. Das Kenyon College in Gambier, Ohio, absolvierte er als seinerzeit jüngster Student in der Geschichte seiner Schule. In den 1860er Jahren studierte er Malerei in Düsseldorf. Dort ist sein Aufenthalt für die Zeit zwischen 1860 und 1863 nachweisbar. 1860/1861 wurde Andrews mehrfach als Gast in den Künstlerverein Malkasten eingeführt. Andrews nahm Privatunterricht bei dem Genre- und Porträtmaler Ludwig Knaus, möglicherweise 1860/1861 in Düsseldorf, 1861 in Berlin bzw. im Rahmen einer zweiten Europareise 1868 wieder in Düsseldorf. 1874 studierte er bei Léon Bonnat und Jean-Joseph Benjamin-Constant in Paris.

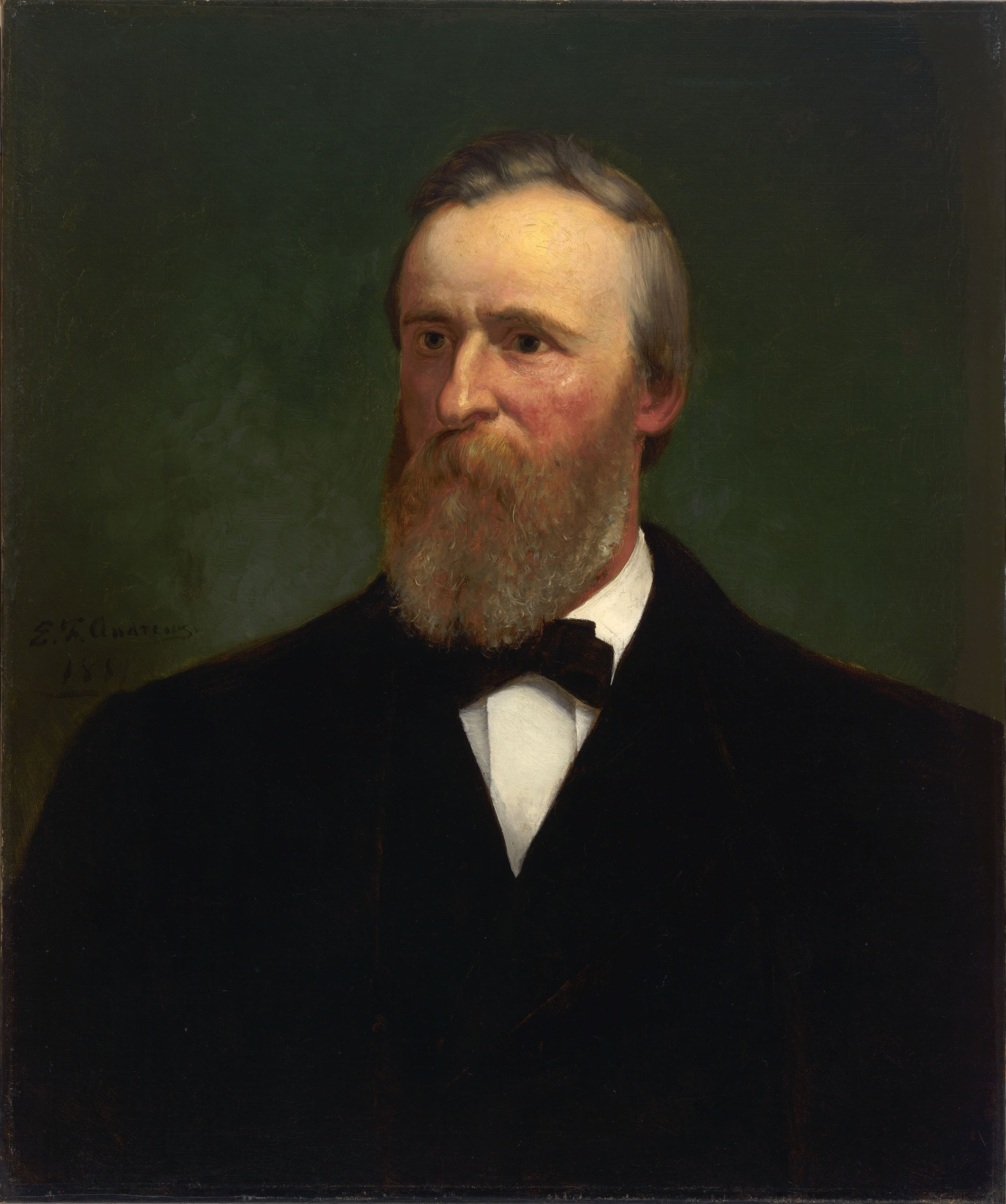
Rutherford B. Hayes, Gemälde von Eliphalet Frazer Andrews, 1881

Nachdem sein Freund, der republikanische Politiker Rutherford B. Hayes, zum 19. Präsidenten der Vereinigten Staaten gewählt worden war, folgte er ihm nach Washington und ließ sich 1877 dort als Porträtmaler nieder. Der amerikanische Bankier und Kunstmäzen William Wilson Corcoran (1798–1888) engagierte ihn im gleichen Jahr als Lehrer an der Kunstschule der Corcoran Gallery of Art. Für diese Kunstschule entwickelte Andrews einen Lehrplan und wurde ihr erster Direktor, eine Stellung, die er bis 1902 innehatte. Zu den von ihm geförderten Schülern zählte Carl Rakeman. Eine seiner Schülerinnen, Marietta Fauntleroy Minnigerode (1869–1931), die Enkelin von Karl Minnigerode, heiratete er 1895. Das Paar hatte zwei Kinder.
Dienststellen verschiedener US-Bundesbehörden beauftragten Andrews mit der Anfertigung zahlreicher Porträtkopien. Einige von ihnen befinden sich in den Kunstsammlungen des Weißen Hauses und des Smithsonian American Art Museum.